# Icușeni, Iași
Icușeni este un sat în comuna Victoria din județul Iași, Moldova, România.